# Gauresthes
Gauresthes is een kevergeslacht uit de familie van de boktorren (Cerambycidae). De wetenschappelijke naam van het geslacht werd voor het eerst geldig gepubliceerd in 1889 door Bates.

## Soorten
Gauresthes omvat de volgende soorten:
- Gauresthes brevicornis (Franz, 1954)
- Gauresthes elegans (Fisher, 1936)
- Gauresthes malayanus Hayashi, 1985
- Gauresthes rufipes Bates, 1889
- Gauresthes sumatrensis Hayashi, 1987
- Gauresthes thailandensis Hayashi, 1987